# گوهیمه (فیلم)
گوهیمه (به ژاپنی: 豪姫 ごうひめ)، شاهدخت گو، فیلمی به کارگردانی تشیگاهارا هیروشی است که در سال ۱۹۹۲ اکران شد. در این فیلم ری میازاوا نقش گوهیمه را ایفا می‌کند.